# Незвідний многочлен
Для довільного поля {\displaystyle \mathbb {F} }, многочлен {\displaystyle p(x)} з коефіцієнтами в {\displaystyle \mathbb {F} } (такі многочлени утворюють кільце {\displaystyle \mathbb {F} [x]}) називається незвідним у полі {\displaystyle \mathbb {F} }, якщо він не рівний константі і не дорівнює добутку двох або більше многочленів з {\displaystyle \mathbb {F} [x]}, що не є константами. Дана властивість залежить від поля {\displaystyle \mathbb {F} }; многочлен, що є незвідним в одному полі може розкладатися на добуток в іншому. 
Кожен многочлен {\displaystyle p(x)} у {\displaystyle \mathbb {F} [x]} може бути розкладений в добуток многочленів, що є незвідними в {\displaystyle \mathbb {F} }. Цей розклад на множники є однозначно визначеним з точністю до перестановки множників і множення многочленів у розкладі на константи з поля {\displaystyle \mathbb {F} }.

## Прості приклади
Наступні п'ять многочленів демонструють деякі елементарні властивості незвідних многочленів:
{\displaystyle p_{1}(x)=x^{2}+4x+4\,={(x+2)(x+2)}},
{\displaystyle p_{2}(x)=x^{2}-4\,={(x-2)(x+2)}},
{\displaystyle p_{3}(x)=x^{2}-4/9\,=(x-2/3)(x+2/3)},
{\displaystyle p_{4}(x)=x^{2}-2\,=(x-{\sqrt {2}})(x+{\sqrt {2}})},
{\displaystyle p_{5}(x)=x^{2}+1\,={(x-i)(x+i)}}.
Над кільцем {\displaystyle \mathbb {Z} } цілих чисел, перші два многочлени є звідними, останні два є незвідними. (Третій, звичайно, не є многочленом над цілими числами.)
Над полем {\displaystyle \mathbb {Q} } раціональних чисел, перші три многочлени є звідними, двоє інших — незвідні.
Над полем {\displaystyle \mathbb {R} } дійсних чисел, перші чотири многочлени — звідні, але {\displaystyle p_{5}(x)} є незвідним.
Над полем {\displaystyle \mathbb {C} } комплексних чисел, всі п'ять многочленів звідні. Фактично, кожен відмінний від константи многочлен {\displaystyle p(x)} над {\displaystyle \mathbb {C} } може бути розкладений на множники виду:
{\displaystyle p(x)=a(x-z_{1})\cdots (x-z_{n})}
де {\displaystyle n} — степінь многочлена, {\displaystyle a} — старший коефіцієнт, {\displaystyle z_{1},\ldots ,z_{n}} — корені {\displaystyle \ p(x)}. Тому єдиними незвідними многочленами над {\displaystyle \mathbb {C} } є лінійні многочлени (основна теорема алгебри).

### Дійсні і комплексні числа
Як показано вище, тільки лінійні многочлени є незвідними в полі комплексних чисел. В полі дійсних чисел незвідними є лінійні многочлени і квадратичні многочлени без дійсних коренів . Наприклад розклад многочлена {\displaystyle x^{4}+1} в полі дійсних чисел має вигляд {\displaystyle (x^{2}+{\sqrt {2}}x+1)(x^{2}-{\sqrt {2}}x+1).} Обидва множники в даному розкладі є незвідними многочленами.

### Скінченні поля
Многочлени з цілочисельними коефіцієнтами, які є незвідними над полем {\displaystyle \mathbb {Q} } можуть бути звідними над скінченним полем. Наприклад, многочлен {\displaystyle x^{2}+1} є незвідним над {\displaystyle \mathbb {Q} } але над полем {\displaystyle \mathbb {F} _{2}} з двох елементів може бути звідним. Наприклад у {\displaystyle \mathbb {F} _{2}}, ми маємо:
{\displaystyle (x^{2}+1)=(x+1)^{2}\,}
Незвідність многочлена над цілими числами {\displaystyle \mathbb {Z} } пов'язана з незвідністю у полі {\displaystyle \mathbb {F} _{p}} з {\displaystyle p} елементів (для простого числа {\displaystyle p}). А саме, якщо многочлен {\displaystyle p(x)} над {\displaystyle \mathbb {Z} } з старшим коефіцієнтом {\displaystyle 1} є звідним у {\displaystyle \mathbb {Z} } тоді він є звідним у {\displaystyle \mathbb {F} _{p}} для будь-якого простого числа {\displaystyle p}. Зворотне твердження невірне.